# 吳娟受
吳娟受（韓語：오연수，1971年10月27日—），韓國女演員，名字常被譯作吳妍秀。丈夫為演員孫志昌。

## 演出作品

### 電視劇
- 1991年：MBC《黎明的眼睛》飾 李鳳順
- 1992年：MBC《兩姊妹》
- 1997年：MBC《復仇血戰》
- 1998年：MBC《與敵人居住在一起》
- 2001年：MBC《結婚的法則》
- 2002年：KBS《敢愛》
- 2003年：MBC《雪人》
- 2004年：KBS《第二次求婚》飾 張美英
- 2005年：KBS《悲傷啊，再見！》飾 朴如真
- 2006年：MBC《朱蒙》飾 柳花夫人
- 2008年：MBC《甜蜜的人生》飾 尹惠珍
- 2009年：KBS《公主歸來》飾 車道京
- 2010年：SBS《壞男人》飾 洪泰蘿
- 2011年：MBC《階伯》飾 沙宅妃
- 2013年：KBS《IRIS 2》飾 崔敏
- 2014年：MBC《Triangle》飾 黃新惠
- 2017年：tvN《犯罪心理》飾演 徐惠媛
- 2022年：tvN《軍檢察官多伯曼》飾演 盧花英
- 2024年：MBC《如此亲密的背叛者》饰演 尹智秀

### 電影
- 1992年：《Man Upstairs，Woman Downstairs》
- 1992年：《將軍的兒子3》
- 1994年：《遊戲規則》
- 1995年：《有鋼琴的冬天》
- 1997年：《火鳥》
- 1998年：《The Happenings》（未上映）
- 2013年：《南方大作戰》

## 獎項
- 1992年：第3屆春史電影賞－最佳女子新人賞（下層女子上層男子）
- 2004年：KBS演技大賞－女子最優秀演技賞（第二次求婚）